# سكلودوفسكيت
سكلودوفسكيت هو خامة يورانيوم لها الصيغة الكيميائية : Mg(UO2)2(HSiO4)2·5H2O، وهي خامة ثانوية تحتوي على مغنسيوم ولها لون أصفر لامع مع بنية أبرية يمكن أن تتواجد في صور أخرى. قيمة مقياس موس لها نحو 2-3. سميت نسبة إلى اسم عائلة ماري كوري, سكلودوفسكا. اكتشفه ألفريد شويب (1881-1966) في عام 1924.